# メディチ (テレビドラマ)
『メディチ』（原題：Medici）は、2016年から2019年まで制作されたイタリア・イギリスのテレビドラマ。制作・放送はイタリア放送協会。
ルネサンス期のイタリア・フィレンツェで銀行家、政治家として君臨したメディチ家を描いた歴史ドラマ。全3シーズン・24回。日本では、2019年2月13日から第1シーズンがHuluで独占配信された（字幕版）。

## 放映リスト
シーズン1
- 第1話	「原罪」 Original Sin
- 第2話	「円蓋」	The Dome and the Domicile
- 第3話	「疫病」	Pestilence
- 第4話	「審判の日」	Judgement Day
- 第5話	「誘惑」	Temptation
- 第6話	「帰還」	Ascendancy
- 第7話	「煉獄」	Purgatory
- 第8話 「主の顕現」	Epiphany

シーズン2
- 第1話 Old Scores
- 第2話 Standing Alone
- 第3話 Obstacles and Opportunities
- 第4話 Blood with Blood
- 第5話 Ties That Bind
- 第6話 Alliance
- 第7話 Betrayal
- 第8話 Mass

シーズン3
- 第1話 Survival
- 第2話 The Ten
- 第3話 Trust
- 第4話 Innocents
- 第5話 The Holy See
- 第6話 A Man of No Importance
- 第7話 Lost Souls
- 第8話 The Fate of the City

## キャスト

### シーズン1
- コジモ・デ・メディチ：リチャード・マッデン[2][3]
- ロレンツォ・デ・メディチ：スチュアート・マーティン
- コンテッシーナ・デ・メディチ：アナベル・スコーリー
- マルコ・ベッロ：グイド・カプリーノ
- ピエロ・ディ・コジモ・デ・メディチ：アレッサンドロ・スペルドゥーティ
- ウーゴ：ケン・ボーンズ
- リナルド・アルビッツィ：レックス・シュラプネル
- パッツィ：ダニエル・カルタジローン
- フィリッポ・ブルネレスキ：アレッサンドロ・プレツィオージ
- マッダレーナ：セーラ・フェルバーバウム
- ルクレツィア・トルナブオーニ：ヴァレンティナ・ベレ
- ビアンカ：ミリアム・レオーネ
- アレッサンドラ・アルビッツィ：ヴァレンティナ・チェルヴィ
- グアダーニ市政長官：ブライアン・コックス
- ジョヴァンニ・ディ・ビッチ：ダスティン・ホフマン[2][3][4][5]
- デヴィッド・ブラッドリー
- エウゲニウス4世：デヴィッド・バンバー

### シーズン2・3
- ロレンツォ・デ・メディチ：ダニエル・シャーマン[6]
- ジュリアーノ・デ・メディチ：ブラッドリー・ジェームズ[6]
- シノヴェ・カールセン
- ピエロ・ディ・コジモ・デ・メディチ：ジュリアン・サンズ
- ショーン・ビーン[7]
- ラウル・ボヴァ
- ジョン・リンチ
- ルイス・パートリッジ
- ジョニー・ハリス
- サンドロ・ボッティチェッリ：セバスチャン・デ・ソウザ
- トビー・レグボ